# Lepidomys albisectalis
Lepidomys albisectalis är en fjärilsart som beskrevs av George Francis Hampson 1906. Lepidomys albisectalis ingår i släktet Lepidomys och familjen mott. Inga underarter finns listade i Catalogue of Life.